# 赤岩芳彦
赤岩 芳彦（あかいわ よしひこ、1945年10月14日 - ）は、日本の通信工学者。九州大学名誉教授。元電子情報通信学会副会長。

## 人物・経歴
1964年長崎県立長崎南高等学校卒業。1968年九州大学工学部電子工学科卒業、日本電気入社、中央研究所電子デバイス研究部。1979年九州大学工学博士。1988年九州工業大学情報工学部電子情報工学科教授。1993年電子情報通信学会無線通信システム研究会専門委員長。
1996年九州大学大学院システム情報科学研究院教授。1997年九州システム情報技術研究所評議員。1999年福岡県マルチメディア住宅調査検討委員会委員長。2001年電子情報通信学会フェロー、文部科学省科学技術政策研究所科学技術専門家ネットワーク専門調査員。2002年電子情報通信学会九州支部長、日本学術振興会科学研究費委員会専門委員、総務省戦略的情報通信研究開発推進制度専門評価委員。2003年北九州モノレール中期投資計画技術専門委員会委員。
2004年電子情報通信学会通信ソサイエティ会長。2005年電子情報通信学会副会長、福岡県地域コミュニティ無線通信システム協議会会長。2006年科学技術振興機構産学協同シーズンイノベーション化事業アドバイザー。2009年定年退職、九州大学名誉教授、電気通信大学先端ワイヤレスコミュニケーション研究センター特任教授。

## 著書
- 『ディジタル移動通信技術のすべて』コロナ社 2013年
- "Introduction to digital mobile communication" Wiley 2015年